# Judy at Carnegie Hall
Judy at Carnegie Hall è un album dal vivo della cantante e attrice statunitense Judy Garland, pubblicato nel 1961.
Il disco si è aggiudicato il Grammy Award alla miglior interpretazione vocale femminile pop e il Grammy Award all'album dell'anno (prima donna a ricevere questo premio).

## Tracce
Side 1
1. Overture – 5:48
2. When You're Smiling (The Whole World Smiles With You) – 3:29
3. Medley – 6:27
4. Do It Again – 6:16
5. You Go to My Head – 2:43
6. Alone Together – 5:38

Side 2
1. Who Cares (As Long as You Care for Me) – 1:46
2. Puttin' On the Ritz – 2:45
3. How Long Has This Been Going On? – 4:12
4. Just You, Just Me – 2:16
5. The Man That Got Away – 5:03
6. San Francisco – 4:45
7. I Can't Give You Anything But Love – 6:46
8. That's Entertainment! – 6:38

Side 3
1. Come Rain or Come Shine – 7:23
2. You're Nearer – 2:33
3. A Foggy Day – 3:04
4. If Love Were All – 2:53
5. Zing! Went the Strings of My Heart – 4:04
6. Stormy Weather – 6:11

Side 4
1. Medley: – 3:56
2. Rock-a-Bye Your Baby with a Dixie Melody – 5:22
3. Over the Rainbow – 5:47
4. Swanee – 7:31
5. After You've Gone – 4:20
6. Chicago – 5:15